# Давыдово (Гусь-Хрустальный район)
Давыдово — деревня в Гусь-Хрустальном районе Владимирской области России, входит в состав муниципального образования «Посёлок Красное Эхо».

## География
Деревня расположена на берегу реки Судогда в 27 км на юго-восток от центра поселения посёлка Красное Эхо и в 27 км на северо-восток от Гусь-Хрустального.

## История
В соответствии со списком населенных мест Владимирской губернии 1859 года Давыдово являлось сельцом с 47 дворами. В конце XIX столетия Давыдово относилось к приходу села Губцево, в нем имелась земская народная школа.
В XIX и первой четверти XX века сельцо Давыдово являлось центром Давыдовской волости Меленковского уезда. 
С 1929 года деревня Давыдово входила в состав Губцевского сельсовета Гусь-Хрустальном районе, позднее — в составе Семеновского сельсовета.

## Население
| 1859 | 1926 |
| ---- | ---- |
| 303  | 524  |

| 1859 | 1905 | 1926 | 2002 | 2010 | 2021 |
| ---- | ---- | ---- | ---- | ---- | ---- |
| 303  | ↗331 | ↗524 | ↘12  | ↘11  | ↗12  |